# Tour Un Jueves Raro
El Un Jueves Raro Tour fue la gira musical realizada por el grupo uruguayo El Cuarteto de Nos para promover su decimosexto disco de estudio Jueves, lanzado en agosto de 2019. El tour empezó el 20 de septiembre de 2019 en Buenos Aires, Argentina y finalizó el 14 de mayo de 2022 en Colonia del Sacramento, Uruguay, tras dos años y siete meses en diversos países de Sudamérica, Norteamérica y Centroamérica.
El disco fue publicado bajo el sello de Sony Music Argentina. Contiene nueve canciones en total. Antes de la salida del disco se adelantaron dos canciones: el primer sencillo, "Punta Cana", fue estrenado junto al videoclip el 29 de marzo de 2019, y el segundo sencillo, "Contrapunto para humano y computadora", fue estrenado junto al videoclip el 28 de junio de 2019. En el día del lanzamiento del disco fue lanzado el sencillo y videoclip de "Mario Neta". 
Esta gira fue interrumpida durante gran parte del 2020 por causa de la Pandemia de COVID-19 en Uruguay y en todo el mundo, permitiéndoles únicamente hacer selectos recitales presenciales y algunos otros virtuales.

## Conciertos
| Fecha                    | Ciudad                 | País                 | Recinto                                |
| Primera Etapa - 2019     | Primera Etapa - 2019   | Primera Etapa - 2019 | Primera Etapa - 2019                   |
| ------------------------ | ---------------------- | -------------------- | -------------------------------------- |
| Sudamérica               |                        |                      |                                        |
| 20 de septiembre de 2019 | Buenos Aires           | Argentina            | Luna Park                              |
| 21 de septiembre de 2019 | Buenos Aires           | Argentina            | Plaza Principal de Puan                |
| 22 de septiembre de 2019 | Rosario                | Argentina            | La Sala de Las Artes                   |
| 28 de septiembre de 2019 | Montevideo             | Uruguay              | Antel Arena                            |
| 3 de octubre de 2019     | Mar del Plata          | Argentina            | Abbey Road                             |
| 4 de octubre de 2019     | Tandil                 | Argentina            | Glow Disco                             |
| 5 de octubre de 2019     | Gonnet                 | Argentina            | Festival Capital                       |
| 8 de octubre de 2019     | Santiago de Chile      | Chile                | Teatro Nescafé de Las Artes            |
| 9 de octubre de 2019     | Santiago de Chile      | Chile                | Teatro Nescafé de Las Artes            |
| 11 de octubre de 2019    | Córdoba                | Argentina            | Quality Espacio                        |
| 13 de octubre de 2019    | San Miguel de Tucumán  | Argentina            | Club Sportivo Floresta                 |
| 23 de noviembre de 2019  | Lima                   | Perú                 | Vivo × el Rock                         |
| 29 de noviembre de 2019  | Bogotá                 | Colombia             | Teatro Municipal Jorge Eliécer Gaitán  |
| 30 de noviembre de 2019  | Bogotá                 | Colombia             | Teatro Municipal Jorge Eliécer Gaitán  |
| 1 de diciembre de 2019   | Bogotá                 | Colombia             | Jingle Bell Rock                       |
| 14 de diciembre de 2019  | Rivera                 | Uruguay              | Antel Fest                             |
| Norteamérica             |                        |                      |                                        |
| 4 de diciembre de 2019   | Toluca                 | México               | Landó Foro Cultural                    |
| 5 de diciembre de 2019   | Pachuca                | México               | Jardín Canibal                         |
| 6 de diciembre de 2019   | Monterrey              | México               | Iguana                                 |
| 7 de diciembre de 2019   | Puebla                 | México               | Festival Catrina                       |
| 8 de diciembre de 2019   | Cancún                 | México               | Mora Mora                              |
| Segunda Etapa - 2020     |                        |                      |                                        |
| Sudamérica               |                        |                      |                                        |
| 25 de enero de 2020      | Cuenca                 | Ecuador              | Festival Dios Salve al Rock and Roll   |
| 23 de febrero de 2020    | Atlántida              | Uruguay              | Atlántida Country Club                 |
| 19 de mayo de 2020       | Lima                   | Perú                 | Teatro Municipal de Lima               |
| 18 de julio de 2020      | Montevideo             | Uruguay              | Pilsen Rock                            |
| 9 de agosto de 2020      | Montevideo             | Uruguay              | Instagram                              |
| 5 de septiembre de 2020  | Montevideo             | Uruguay              | Concierto Virtual                      |
| Norteamérica             |                        |                      |                                        |
| 12 de marzo de 2020      | Morelia                | México               | Tezcla Music Gallery                   |
| 13 de marzo de 2020      | Querétaro              | México               | La Glotonería                          |
| 14 de marzo de 2020      | Ciudad de México       | México               | Vive Latino                            |
| 15 de marzo de 2020      | León                   | México               | Maybach Concert Hall                   |
| Tercera Etapa - 2021     |                        |                      |                                        |
| Sudamérica               |                        |                      |                                        |
| 18 de enero de 2021      | Villa Gesell           | Argentina            | Pueblo Límite                          |
| 19 de enero de 2021      | Mar del Plata          | Argentina            | Gap                                    |
| 29 de octubre de 2021    | Montevideo             | Uruguay              | Antel Arena                            |
| 30 de octubre de 2021    | Montevideo             | Uruguay              | Antel Arena                            |
| 31 de octubre de 2021    | Montevideo             | Uruguay              | Antel Arena                            |
| 2 de diciembre de 2021   | Buenos Aires           | Argentina            | Luna Park                              |
| 18 de diciembre de 2021  | Montevideo             | Uruguay              | Enjoy Live                             |
| Cuarta Etapa - 2022      |                        |                      |                                        |
| Centroamérica            |                        |                      |                                        |
| 26 de marzo de 2022      | Panamá                 | Panamá               | Ateneo de Ciudad del Saber             |
| 28 de marzo de 2022      | Escazú                 | Costa Rica           | Jazz Café                              |
| 29 de marzo de 2022      | Escazú                 | Costa Rica           | Jazz Café                              |
| 30 de marzo de 2022      | Escazú                 | Costa Rica           | Jazz Café                              |
| Sudamérica               |                        |                      |                                        |
| 1 de abril de 2022       | Cuenca                 | Ecuador              | Teatro Casa de la Cultura              |
| 2 de abril de 2022       | Quito                  | Ecuador              | Teatro Nacional                        |
| 16 de abril de 2022      | Paysandú               | Uruguay              | Semana de la Cerveza                   |
| 21 de abril de 2022      | Lima                   | Perú                 | Anfiteatro del Parque de la Exposición |
| 23 de abril de 2022      | Arequipa               | Perú                 | Teatro Fénix                           |
| 30 de abril de 2022      | Villa Martelli         | Argentina            | Quilmes Rock                           |
| 4 de mayo de 2022        | Río Cuarto             | Argentina            | Elvis Río Cuarto                       |
| 5 de mayo de 2022        | Mendoza                | Argentina            | Teatro Mendoza                         |
| 6 de mayo de 2022        | Córdoba                | Argentina            | Quality Espacio                        |
| 7 de mayo de 2022        | Santa Fe               | Argentina            | Tribus Club de Arte                    |
| 8 de mayo de 2022        | Rosario                | Argentina            | La Sala De Las Artes                   |
| 14 de mayo de 2022       | Colonia del Sacramento | Uruguay              | Plaza de Toros Real de San Carlos      |